# FC Viljandi (2011)
El FC Viljandi fue un equipo de fútbol de Estonia que alguna vez jugó en la Meistriliiga, la primera división de fútbol en el país.

## Historia
Fue fundado en 2011 en la ciudad de Viljandi luego de que el JK Viljandi Tulevik decidiera reconstruir a la institución con jugadores de categoría aficionada de la ciudad y bajar dos categorías para jugar en la II liiga.
En su primera temporada en la Meistriliiga la plantilla estaba compuesta por futbolistas pertenecientes al anterior Viljandi y terminaron la temporada en 8.º lugar.
El club abandonó la liga al finalizar la temporada 2012 luego de que el JK Viljandi Tulevik lograra el ascenso a la Esiliiga para la temporada 2013.

## Viljandi en el Fútbol de Estonia

### Temporadas
| Temporada | División | Pos. | J  | G | E | P  | GF | GC | GD  | Pts |
| --------- | -------- | ---- | -- | - | - | -- | -- | -- | --- | --- |
| 2011      | 1        | 8    | 36 | 8 | 6 | 22 | 37 | 69 | −32 | 30  |
| 2012      | 1        | 7    | 36 | 6 | 8 | 22 | 33 | 88 | −55 | 26  |

## Jugadores

### Jugadores destacados
- Elton Brauer
- Kaspar Sillamaa

## Entrenadores
- Zaur Tšilingarašvili (2011-12)